# Pedro Baños Bajo
Pedro Baños Bajo (León, 29 de agosto de 1960) es un escritor y militar español, coronel de infantería del Ejército de Tierra en situación de reserva, especializado en geoestrategia, defensa, seguridad, terrorismo yihadista e inteligencia.
Pese a ser uno de los divulgadores españoles en geoestrategia y defensa más populares, su figura no está exenta de polémica, habiéndose cuestionado la calidad de sus análisis bajo las acusaciones de ser un «vocero del gobierno ruso», extender «teorías de la conspiración»o sostener «posturas antisemitas».
Colaborador televisivo habitual, Baños es el primer militar de la democracia española en presentar un programa de televisión, habiendo regentado el espacio de investigación La mesa del coronel para la cadena Cuatro en 2019.

## Trayectoria
Nacido en León, como hijo de un cristalero del barrio de El Crucero, y viviendo en la calle Pérez Galdós. Baños estudió en su ciudad natal hasta 1977, cuando marchó para prepararse para su ingreso en la Academia General Militar de Zaragoza (1980-1983), continuando sus estudios en la Academia de Infantería de Toledo (1983-1985). Pertenece a la XL Promoción de la Academia General Militar y es Diplomado de Estado Mayor.
Tras finalizar en 1985 sus estudios en la Academia General Militar, con los empleos de teniente y capitán ejerció el mando de distintas unidades en las guarniciones de Burgos, Bilbao, Almería y Toledo. Empezó a trabajar como analista de la Secretaría General del Estado Mayor del Ejército de Tierra en 1999 y en 2001, durante tres años, fue jefe de Contrainteligencia y Seguridad del Ejército Europeo en Estrasburgo. De 2004 a 2010 ejerció como profesor de Estrategia y Relaciones Internacionales en la Escuela Superior de las Fuerzas Armadas, y se graduó en abril de 2009 del máster en Defensa y Seguridad de la Universidad Complutense de Madrid. De 2010 a 2012 estuvo destinado en la División de Asuntos Estratégicos y Seguridad, de la Secretaría General de Política de Defensa, como jefe del Área de Análisis Geopolítico y en 2012 pasó a situación de reserva trabajando posteriormente como analista y conferenciante autónomo.
Ha colaborado en la sede del Parlamento Europeo de Bruselas como asesor militar y ha participado en tres misiones en Bosnia-Herzegovina (UNPROFOR, SFOR y EUFOR). En 2017 publicó el libro Así se domina el mundo. Desvelando las claves del poder mundial, una obra de divulgación sobre geopolítica, denunciando la «hipocresía» de la política internacional en la que considera que «no hay buenos ni malos» y que cada país «busca sus intereses».
En junio de 2018 se especuló sobre la posibilidad de que fuera nombrado director de Seguridad Nacional de España, lo cual generó bastante polémica por las acusaciones de prorruso a las que se le ha sometido. Finalmente, días después trascendió que el presidente de Gobierno, Pedro Sánchez, optaba por el general Miguel Ángel Ballesteros para el puesto.
El 8 de septiembre de 2019, Baños debutó como presentador del programa televisivo La mesa del coronel (Cuatro), dedicado a «explicar en detalle temas internacionales de inteligencia, seguridad, geopolítica y también conspiraciones», emitiendo cuatro episodios más hasta diciembre del mismo año. La emisión cosechó más de medio millón de espectadores y le convirtió en el primer militar de la democracia con un programa televisivo propio.
En junio de 2022 publicó su cuarto libro, El poder: Un estratega lee a Maquiavelo, donde Baños realiza un análisis actualizado de la obra más importante de dicho escritor florentino, El príncipe.
El 23 de noviembre de 2022 lanzó su quinta obra, La encrucijada mundial: un manual del mañana, donde el escritor ofrece sus predicciones y soluciones a los retos mundiales en el futuro más inmediato. El libro fue presentado en Barcelona el 2 de diciembre, con una gran concurrencia de público.
Está casado y es padre de tres hijos.

## Controversias

### Acusaciones de antisemitismo, ultraderecha y teorías de la conspiración
En junio de 2019, Baños fue acusado en Twitter de antisemitismo en su libro Así se domina el mundo  por el escritor británico Jeremy Duns. Duns comparó la traducción inglesa con el libro original en castellano, denunciando la eliminación de varios pasajes en los que se referenciaba a la familia Rothschild en los términos habituales de las teorías de la conspiración judía basadas en los protocolos de los sabios de Sion. Posteriormente trascendió que dichas secciones suprimidas ascendían a 30 000 palabras. Duns también indicó que la imagen de la portada, unos tentáculos, era un estereotipo antisemita ya usado por Hitler en Mein Kampf y una imagen recurrente de la propaganda nazi.
Baños ya había aludido a teorías de la conspiración antisemitas en programas televisivos y medios de comunicación, como cuando acusó en noviembre de 2017 a Israel y a los Rothschild de estar detrás del asesinato de John F. Kennedy en Cuarto Milenio o cuando un mes después en una entrevista mencionó a los Rothschild como «los que en buena medida controlan la economía mundial»; pero no habían generado ninguna controversia hasta la denuncia de Duns. No obstante, Baños negó en otra entrevista en 2019 su acusación respecto al asesinato de Kennedy, afirmando que sólo hizo referencia a una teoría de tantas en torno al suceso.
Ante la polémica suscitada en Reino Unido por las averiguaciones de Duns, la editorial de la versión británica, Penguin, defendió a Baños afirmando que «tras un cuidadoso examen de la edición inglesa», su conclusión fue que el autor expresó «opiniones robustas», pero «no antisemitas». La editorial no explicó, no obstante, los motivos detrás de la omisión de los pasajes ausentes en la traducción inglesa. También se rechazaron las acusaciones acerca de la imagen de portada, explicando que los tentáculos son una imagen clásica en la propaganda política desde el siglo XIX. Por otro lado, Baños tuiteó al respecto que la acusación era parte de una campaña de desprestigio de «espías y adláteres» por ser «un autor crítico con el poder».
Pese a estas declaraciones, las acusaciones contra la editorial se incrementaron, por lo que Penguin decidió la realización de un estudio independiente de su contenido, liderado por la rabino Julia Neuberger, y en el que contribuyeron las expertas en antisemitismo español Stefanie Schüler-Springorum y Martina Weisz.
El estudio concluyó que ni la imagen de la portada ni el contenido de la traducción inglesa reducida eran antisemitas en absoluto, pero que sí había en los pasajes eliminados presentes en la edición en español «ecos» de las teorías de la conspiración judía que Duns mencionó en su acusación, indicando que era necesario «hacerse preguntas» acerca de la eliminación de los fragmentos polémicos y examinar cuidadosamente afirmaciones pasadas de Baños para determinar si fue adecuada la publicación.
Ante los hallazgos, Penguin decidió interrumpir la impresión de la versión inglesa del libro, decisión que Duns y Neuberger celebraron, pero que Weisz consideró inadecuada. La edición en castellano con los pasajes controvertidos íntegros se ha seguido imprimiendo y distribuyendo normalmente. Baños declaró en una entrevista que los sucesos se trataron de una «campaña de desprestigio» y que «se les ocurre que mi libro es antisemita por tener un pulpo en la portada —diseño en el cual yo no participé— y porque cito una vez a Goebbels».
En diciembre de ese mismo año, Baños volvió a ser acusado de dar voz a teorías de la conspiración antisemitas en diciembre de ese mismo año por parte del periodista Miquel Ramos, experto en discursos de odio y extrema derecha.El origen de la polémica fue su participación activa en un evento organizado por la editorial Fides y el grupo OHKA —organizaciones «neofascistas», según Ramos—, donde Baños presentó el libro de Juan Antonio de Castro y Aurora Ferrer Soros: Rompiendo España, cuyo contenido apoya diversas teorías de la conspiración en torno al magnate de origen judío George Soros.Baños llevó posteriormente como invitado a La mesa del coronel a uno de sus autores, de Castro.
Los reproches acerca de la supuesta creencia de Baños en teorías conspirativas continuaron en 2020 con la publicación de su libro El dominio mental: La geopolítica de la mente, con reseñas como la del escritor y académico de la Real Academia Juan Luis Cebrián donde se calificaba a la obra de «empanada mental» y víctima de «todos los tópicos de la teoría de la conspiración».
En enero de 2022, el periodista Miquel Ramos volvió a criticar a Baños, en este caso por participar como ponente en charlas organizadas por el partido de extrema derecha España 2000. Un mes después, entrevistado en el podcast de un youtuber, Baños acusó de nuevo a dinastías como los Rothschild de «controlar las cuatro grandes agencias de calificación, los principales medios de comunicación y los grupos editoriales», y que el mundo estaba en manos de «diez-doce familias que dirigen todo».
Baños también es profesor del Instituto de Ciencias Sociales, Económicas y Políticas, fundado por la ultraderechista francesa Marion Maréchal.
Baños habitualmente ha afirmado al respecto de su apoyo a teorías conspirativas que él cree en «realidades de la conspiración», puesto que el término teoría de la conspiración se emplea, según él, para hacer creer que «no existen» y «criticar y destruir» a quienes sostienen la existencia de las conspiraciones. Por ello, es tertuliano frecuente en episodios de Cuarto Milenio dedicados a populares teorías conspirativas, como sobre los atentados del 11 de septiembre u orígenes alternativos de la pandemia de COVID-19.

### Supuesta rusofilia
Baños ha sido frecuentemente tachado de prorruso por su supuesta animadversión a la angloesfera y sus posturas a favor del acercamiento entre Europa y la Federación de Rusia, llegándosele a acusar de ser un propagandista al servicio del Kremlin.

#### Antecedentes y primeras controversias
Baños publicó en 2008 artículos neutrales o incluso críticos con Rusia acerca de la guerra ruso-georgiana, llegando a calificar en octubre de ese mismo año el resultado del conflicto como «pírrica victoria de Putin» —sin dejar por otro lado de apoyar el posterior acercamiento entre la Unión Europea y Rusia—, y también elogió en 2009 a Obama por su mejora de las relaciones entre EE. UU. y el país euroasiático.
La posición de Baños respecto a Estados Unidos y Rusia empezó a cambiar a mediados de los 2010, con la guerra del Dombás. En octubre de 2015, Baños cuestionó las acusaciones occidentales hacia Rusia por el derribo del vuelo 17 de Malaysia Airlines durante el conflicto en una entrevista en RT, cadena de televisión controlada por el gobierno ruso. Dichas acusaciones hacia Rusia fueron confirmadas por el equipo internacional que investigó el caso y el 17 de noviembre de 2022 el tribunal neerlandés que lo estuvo examinando consideró probado en su sentencia el papel del gobierno de Rusia en el derribo, condenando a dos ciudadanos rusos y a un ucraniano prorruso por el asesinato de los 298 civiles a bordo del avión.
En 2016, durante el desarrollo de la guerra civil siria, Baños acusó a los Estados Unidos de estar «aprisionando completamente a Rusia a través de la OTAN». Este supuesto apoyo a la Federación Rusa y rechazo a EE. UU. se habría hecho más patente durante 2017 con un artículo calificando de forma bastante positiva a Vladímir Putin, su valoración de la respuesta europea a la anexión de Crimea como «un error» innecesario, un tuit deseando para la Unión Europea un político «con la mitad de popularidad» que Putin, la propuesta de un acercamiento de Rusia como solución al problema de las pensiones en España o la predicción en su libro Así se domina el mundo de un gran conflicto en Irán provocado por EE. UU. «por el petróleo» y porque Irán «ha ganado demasiado poder».
En enero de 2018, Baños rechazó los artículos de prensa y las averiguaciones de diversos servicios de inteligencia apuntando injerencia rusa en el proceso independentista catalán, afirmando que «ojalá Rusia fuera un gran aliado de Europa».
En una entrevista en marzo de 2018, Baños cuestionó las acusaciones del gobierno británico a Rusia por el envenenamiento de Serguéi y Yulia Skripal, en Salisbury, Inglaterra. El ataque fue posteriormente confirmado por inspectores de la Organización para la Prohibición de las Armas Químicas (OPAQ).
En abril de 2018. Baños apoyó la versión oficial del gobierno ruso respecto al ataque químico de Duma en la guerra civil siria, negando el uso de armas químicas por parte del gobierno de Bashar al-Ásad y criticando las represalias de EE. UU, Francia y Reino Unido. Unos meses más tarde, los inspectores de la OPAQ confirmaron el uso en Duma de armas químicas por las fuerzas gubernamentales. El ataque fue uno más de los varios ataques químicos del gobierno sirio desde 2013, verificados por las Naciones Unidas y la OPAQ.

#### No nombramiento como director de Seguridad Nacional de España
En junio de ese mismo año, las noticias anunciando que Baños iba a ser nombrado como director de Seguridad Nacional para el nuevo gobierno de Pedro Sánchez fueron motivo de bastante controversia, siendo rechazado por dirigentes del Partido Popular y Ciudadanos debido a sus «posicionamientos públicos en favor del Kremlin», que basaron en sus pasadas declaraciones acerca de Putin, Siria o la injerencia rusa en el independentismo catalán. Esta polémica le valió recibir calificativos como «defensor de Rusia», «avistador de ovnis» o «adulador de Putin y anti-OTAN» en la prensa o un hilo denuncia de José Ignacio Torreblanca, entonces director de la sección de opinión de El País, donde se le compara con Michael Flynn, general estadounidense con conexiones prorrusas.
Después de la decisión final del Gobierno nombrando al general Miguel Ángel Ballesteros en lugar de a Baños unos días después, trascendió una filtración apuntando a una supuesta ONG británica contra la desinformación, Integrity Initiative, como artífice de una campaña mediática destinada a evitar la elección de Baños. Apoyando esta postura, el diputado inglés Chris Williamson afirmó que Integrity Initiative era una tapadera propagandística del think tank Institute for Statecraft —que ha recibido financiación del gobierno británico—, y envió una carta a Pedro Sánchez alertándole de que Baños habría sido víctima de una campaña de desinformación.
Acerca de la supuesta maniobra en su contra, Baños afirmó en 2019 que se trató de «una operación de inteligencia muy brillante» porque «alguien debió de pensar que yo era un peligro», afirmando que periodistas y medios fueron «comprados por los servicios extranjeros», de modo que «atlantistas y fanáticos de la OTAN» se unieron con «el ámbito Soros» para atacarle, de lo cual dispondría de pruebas que causarían «trastornos diplomáticos». También calificó de «mentira» afirmar que apoya a Rusia, país objetivo de una supuesta campaña de manipulación «sistemática» de la prensa española, como —según Baños— Donald Trump. Unos meses después, en febrero de 2020, el escritor fue invitado por la embajada de Rusia en España a un banquete con autoridades con motivo del Día del defensor de la Patria.

#### Acusaciones de desinformación sobre la supuesta injerencia rusa en el movimiento soberanista catalán
El 13 de septiembre de 2021, Baños tuvo un encontronazo en Twitter con el periodista Nicolás de Pedro —autor de un artículo en El Español que acusaba al Kremlin de utilizar «agentes encubiertos y tramas delictivas» para impulsar el proceso independentista catalán— en el cual afirmó que el periodista estaría a sueldo del citado Institute for Statecraft, calificándolo como «falso think tank tapadera del MI6 denunciado reiteradamente por parlamentarios británicos» cuya única misión sería «desinformar sobre Rusia». Acto seguido, desafió a de Pedro a denunciarle por difamación y le acusó de traicionar a España.
Las averiguaciones periodísticas y policiales sobre esa supuesta injerencia rusa en Cataluña se habían ido encadenando desde 2018, y Baños ya había criticado las mismas en abril de 2021, tachándolas de «otro montaje de algunos medios» pretendiendo «acusar a Rusia de todos los males para tapar la incompetencia de Europa» y añadiendo que «no se ha podido demostrar absolutamente nada». No obstante, Baños nunca había llegado a señalar a periodistas con nombres y apellidos como desinformadores y traidores a España hasta el mencionado artículo de El Español.
De Pedro respondió al día siguiente a las acusaciones de Baños, también con un hilo de Twitter. El periodista defendió su artículo, publicando una notificación con la que la directora del CNI se opuso a conceder la nacionalidad a Alexander Dimitrenko, un empresario ruso supuestamente implicado en la trama, por tener el CNI «conocimiento probado» de que trabaja para los servicios de inteligencia de Rusia, junto a otras supuestas evidencias que probarían las maniobras del país euroasiático en Cataluña. Baños respondió airado acerca de esa primera evidencia, reprochando que «Nicolás de Pedro no solo tiene acceso a documentos clasificados como Confidenciales del CNI, sino que además los hace públicos. Esto es un delito recogido en la Ley de Secretos Oficiales. ¿Piensa alguna autoridad hacer algo al respecto?». De Pedro ya había indicado en su respuesta inicial que dicho documento confidencial había sido revelado el 4 de septiembre en un artículo del periódico digital El Món contrario a las acusaciones de injerencia.
A enero de 2023 el artículo con el oficio sigue siendo accesible para cualquier internauta, y tanto el Centro Nacional de Inteligencia, como la Guardia Civil y diversas instituciones internacionales han continuado sosteniendo la existencia de contactos entre Rusia y el independentismo catalán, tema que permanece objeto de una investigación judicial.

#### Negación de la invasión rusa de Ucrania y posturas durante la misma
Baños volvió a estar en el punto de mira tras la invasión rusa de Ucrania en 2022 por haber defendido en los meses anteriores al ataque la postura del Ministerio de Relaciones Exteriores de Rusia, que negó que fuera a producirse ninguna invasión, llegando a ironizar sobre la misma.
Cuando en noviembre de 2021 las fotografías por satélite de la creciente acumulación de material y tropas rusas junto a la frontera ucraniana y las declaraciones estadounidenses alertando de los extraños movimientos militares generaron cierto debate acerca de si Rusia estaba preparando un ataque a Ucrania, Baños publicó varios tuits tachando las advertencias de «belicismo» y la reacción ucraniana como la «clásica estratagema de fomentar un enemigo exterior, y demonizarlo al extremo, para ocultar los problemas políticos y económicos internos».
El 4 de diciembre, los servicios de inteligencia estadounidenses advirtieron que Rusia se estaba preparando para una invasión de Ucrania a principios de 2022, ante lo cual Baños acusó a los Estados Unidos de estar presionando a Rusia para que diera comienzo una guerra porque «le interesa más», «sería una salida para la deficiente situación económica de EE. UU.» y «le serviría a Washington para centrarse en su verdadero gran rival geopolítico: China». Las acusaciones continuaron el 23 de diciembre, cuando insinuó que Estados Unidos podría realizar ciberataques de falsa bandera para provocar el conflicto y estrategias de desinformación; y apuntó que todo era parte de una estrategia de EE. UU. por vender gas más caro a Europa.
El 27 de diciembre, Baños volvió a acusar de desinformador y sorosiano a un periodista, José Ignacio Torreblanca, por una columna acerca de la admiración despertada por Putin en sectores del espectro político español, espetándole que «solo te ha faltado añadir al final: “Palabra de Soros. Alabado sea. Amén”», que «por dinero baila el perro» y que era un cobarde por «tirar la piedra y esconder la mano».
El 12 de enero de 2022, tras quitar peso a la falta de democracia del régimen ruso en un tuit, afirmó que «sería el primero en criticar» si Rusia atacara, pero que «hay quienes tienen gran interés» en ello, «por lo que desinforman, presionan y fomentan que Moscú se meta en semejante fregado, del que saldría perjudicado» puesto que habría perdido el «factor sorpresa»; y dos días después volvió a llamar mentirosos a los Estados Unidos por sus advertencias acerca de la futura invasión.
El 19 de enero, Baños calificó a los numerosos académicos y expertos alertando de la inminencia del ataque como «analistas de salón deseosos por ver una guerra» que buscarían «satisfacer intereses de EE. UU. y la anglosfera». Posteriormente, criticó el envío del material militar estadounidense para preparar la defensa de Ucrania, volviendo a apuntar al interés estadounidense por provocar una guerra para vender gas, ironizó con las averiguaciones de la inteligencia británica acerca de los planes de Rusia en Ucrania y volvió a llamar a los académicos prediciendo la invasión «adláteres de EE. UU». Mientras tanto, a las advertencias de otros analistas ya se había sumado el 18 de enero la revelación de que Rusia estaba evacuando su embajada en Kiev.
El 30 de enero, en una entrevista, Baños afirmó que «a Rusia no le interesa una guerra» sino a los «intereses anglosajones»; y refiriéndose a las concentraciones rusas junto a la frontera, que «cien mil soldados no es nada», calificando las mismas como insuficientes y afirmando que no se habría visto ninguna cadena logística preposicionada para la invasión. Rusia, no obstante, había usado sólo 20 000 soldados en la invasión de Georgia en 2008 y 25 000 en la de 2014 en Crimea, que resultaron exitosas. Por otro lado, los elementos de la cadena logística que según Baños no se había visto, como convoyes de trenes y camiones con municiones y combustible, eran visibles en muchas de las imágenes satelitales que ya a finales de 2021 generaron sospechas hacia Rusia. Al día siguiente, en otra entrevista, declaró que no creía probable el estallido de una guerra en Ucrania.
Durante febrero, Baños continuó realizando comentarios sarcásticos bromeando acerca de las predicciones de invasión, acusando a EE. UU. de mentir y azuzar la guerra para ocultar sus problemas internos, insinuando futuros ataques ucranianos de falsa bandera, y tachando a medios de comunicación de «atlantistas, anglófilos y sorosianos». También volvió a considerar «una locura total» la posibilidad de que Rusia invadiera a Ucrania en el podcast de un youtuber.
El 20 de febrero, Baños se mofó nuevamente de las advertencias sobre el inminente ataque, con otro tuit: «Putin, como es tan cruel y desalmando, igual hasta NO invade hoy Ucrania para dejar en evidencia a EEUU, OTAN, UK, y demás adláteres y palmeros. Si no ataca hoy, es muy posible que Biden nos dé la siguiente posible fecha: el ¡29 de febrero! (sic)». Al día siguiente, Putin reconoció la independencia de las repúblicas separatistas de Donetsk y Lugansk para luego desplegar tropas en su territorio, dando inicio a la invasión a gran escala de Ucrania el 24 de febrero.
Acerca del reconocimiento de las dos repúblicas y el posterior envío de tropas, Baños se preguntó si no sería «una operación de auxilio a unos países que se ven atacados» más que una ocupación, y la calificó de «jugada maestra», pero no como parte de la invasión que se estaba gestando.
Finalmente, cuando el 24 de febrero se desató del todo el ataque, Baños ofreció «toda su condena y repulsa por el ataque al territorio ucraniano» y calificó a Putin como principal responsable, no sin culpar también a Joe Biden y la OTAN; actitud que después de sus declaraciones los meses anteriores motivó algunas críticas. También afirmó que «como la gran mayoría de analistas», no esperaba la invasión. Baños no hizo referencia a las numerosas advertencias que había ridiculizado en los meses anteriores.
El 1 de marzo, Baños aclaró en un hilo de Twitter su posición en torno al país euroasiático, reconociendo haber sentido «cierta fascinación por la carismática figura de Putin», reiterando las supuestas ventajas de un acercamiento a Rusia y afirmando que ésta habría caído «en la trampa tendida por EE. UU».
Desde entonces y hasta febrero de 2023, Baños ha afirmado que el envío de armamento para la defensa de Ucrania «no es el camino adecuado», que la invasión responde a intereses estadounidenses, y ha seguido hablando de constante y sistemática «desinformación». Al respecto, Baños ha calificado el meme de internet NAFO como «una estratagema de la OTAN».
En una entrevista el 11 de septiembre, tras 200 días de conflicto, Baños reiteró sus posturas y sostuvo que «Rusia no puede perder esta guerra», y que debería buscarse una «solución negociada con Rusia» a la invasión «sin perjudicar los intereses de Ucrania como país soberano». A fecha de la entrevista, los intereses de Ucrania como país soberano eran su supervivencia como estado independiente y la liberación de todo el territorio ocupado por Rusia desde 2014, mientras que las negociaciones de paz con la Federación Rusa llevaban estancadas desde mayo de 2022 por las demandas opuestas entre ambos bandos. También afirmó en la misma entrevista que «centenares de miles podrían morir de frío» sin el gas ruso en el invierno que se avecinaba, motivo por el cual era necesario negociar con el país euroasiático.
El 10 de octubre, tras las duras imágenes de los bombardeos masivos de Rusia con misiles contra la población civil ucraniana, en supuesta represalia por la explosión del puente de Crimea, Baños de nuevo manifestó su apoyo a la búsqueda de una solución negociada y responsabilizó a EE. UU. de «alentar a la guerra».
El 23 de octubre, las supuestas posturas de Baños a favor de Rusia en el conflicto ucraniano motivaron que por primera vez se acusara explíctamente al tertuliano de estar a sueldo del Kremlin, en un artículo en El Mundo, titulado «El coronel Baños y el batallón pro Putin de los 'Moscú Bizum'». En él, el periodista Julio Valdeón fundamenta su acusación en las numerosas declaraciones y tuits del propio Baños que apoyarían a Putin y a la Federación Rusa, reproduciéndolos textualmente en el artículo. Además, también incluyó las opiniones críticas con Baños de diversos periodistas y corresponsales en Rusia, como Argemino Barro de El Confidencial, autor de libros acerca del conflicto ucraniano, que acusó a Baños de «desconocer la realidad ucraniana» y desmintió varios puntos de su argumentario, calificándolos de «propaganda». Baños respondió al crítico artículo con un hilo de Twitter, donde lo calificó de «amarillista», «carente de rigor» y de «difamación sin argumento». Por otro lado, recibió el apoyo del presentador Iker Jiménez.
Baños volvió a ser cuestionado por sus posiciones acerca del conflicto en una entrevista en enero de 2023. El coronel justificó su sarcasmo para con las advertencias de invasión con que la misma entonces era «impensable», respondió a las acusaciones de estar a sueldo del Kremlin afirmando que si fuera así estaría «en una prisión militar» dada su condición de reservista y afirmó ser víctima de «montajes» por «tener otra visión» respecto a «la línea oficial marcada por la propaganda». Posteriormente, elogió «la astucia» de Putin para haber ascendido al poder desde «una familia humilde».
El 15 de febrero de 2023, el investigador finlandés Pekka Kallioniemi, cuyo foco es la desinformación rusa, publicó un tuit solicitando a hablantes de español su ayuda con las traducciones en un «proyecto» bajo el nombre «Pedro Baños». El escritor y militar respondió a la campaña en su contra en un hilo irónico, afirmando que «los NAFO, FELLAS y legión de trolls al servicio de los anglos (sic)» pretenden «darle publicidad» difundiendo en Internet «vídeos y artículos desactualizados», inventando historias y creando deep fakes. Baños de nuevo sostuvo que el meme NAFO sería una estrategia de guerra informativa de los servicios de inteligencia occidentales, señalando en esta ocasión directamente a la CIA por constar Langley, Virgina —sede de dicha agencia—, como ubicación en el perfil de Twitter de Kallioniemi. Usar Langley como ubicación es una broma habitual entre las personas que se divierten con dicho meme.
Al día siguiente, Baños publicó otra respuesta a Kallioniemi, en forma de vídeo de dos minutos para su perfil de TikTok, donde denunció que dicho «Proyecto Pedro Baños» sería una campaña que se estaría organizando en su contra con el objetivo de desprestigiarle y destruirle socialmente. Añadió sin embargo que él no sería el único objetivo de la misma, sino que esta iría dirigida «contra todos los españoles que amamos la paz» ya que «el mundo anglosajón y especialmente Estados Unidos» tendría interés en arrastrar a España hacia una «guerra mundial»; adviritendo que a partir de la siguiente semana comenzaría una intensa campaña en su contra y en contra de todos «los que amamos la paz», mediante la difusión de «todo tipo de bulos en varios idiomas» y la tergiversación de vídeos «de hace mucho tiempo».
Acto seguido a este primer vídeo, el coronel publicó otro como reacción a la Conferencia de Seguridad de Múnich de 2023 donde los países occidentales reafirmaron su compromiso con Ucrania ante la invasión rusa. En el mismo, Baños afirmó que los líderes reunidos «sólo hablan de guerra y más guerra», que querrían enviar españoles a morir en «una nueva guerra mundial», que el orden internacional basado en reglas con el que China y Rusia querrían acabar se basa en «reglas estadounidenses, del mundo anglosajón en general» y expresó reiteradamente su rechazo a «la guerra mundial» a la que EE UU intentaría supuestamente arrastrar a España. Pese a haber iniciado la invasión de Ucrania en primer lugar, Baños no incluyó a Rusia en sus acusaciones de «arrastrar a una nueva guerra mundial».
El meme NAFO volvió a motivar un vídeo denuncia de Baños el 22 de febrero, donde afirmó que los usuarios que comparten este meme serían en su mayoría bots o personas a sueldo, parte de un «sistema organizado» con «actores muy poderosos» y con «ilimitados recursos económicos detrás» para «arrastrar al mundo a una guerra mundial».

## Publicaciones
- Baños Bajo, Pedro (2017). Así se domina el mundo. Desvelando las claves del poder mundial. Editorial Ariel. p. 561. ISBN 9788434427174.
- Baños Bajo, Pedro (2018). El dominio mundial. Elementos del poder y claves geopolíticas. Editorial Ariel. p. 588. ISBN 9788434429253.
- Baños Bajo, Pedro (2020). El dominio mental. La geopolítica de la mente. Editorial Ariel. p. 1090. ISBN 9788434433090.
- Baños Bajo, Pedro (2022). El Poder. Un estratega lee a Maquiavelo. Editorial RosaMerón. p. 368. ISBN 9788412473919.
- Baños Bajo, Pedro (2022). La encrucijada mundial. Un manual del mañana. Editorial Ariel. p. 608. ISBN 9788434435834.
- Baños Bajo, Pedro (2024). Geohispanidad. La potencia hispana en el nuevo orden geopolítico. Editorial Ariel. p. 528. ISBN 9788434437982.